# Clifford McIntire
Clifford Guy McIntire, född 4 maj 1908 i Perham i Maine, död 1 oktober 1974 i Bangor i Maine, var en amerikansk politiker (republikan). Han var ledamot av USA:s representanthus 1951–1965.
Kongressledamot Frank Fellows avled 1951 i ämbetet och McIntire fyllnadsvaldes till representanthuset.
McIntire avled 1974 och gravsattes på Fairview Cemetery i Perham i Maine.